# Ospedaletto d'Alpinolo
Ospedaletto d'Alpinolo är en ort och kommun i provinsen Avellino i regionen Kampanien i Italien. Kommunen hade 2 123 invånare (2017).